# الیکانو
الیکانو (به لاتین: Allikõnnu) یک روستا در استونی است که در شهرستان پارنو واقع شده‌است.